# Acanthoneelidus pratensis
Genre
Synonymes
- Acanthothorax Bretfeld & Griegel, 1999 nec Gaede 1832

Espèce
Synonymes
- Acanthothorax pratensis Bretfeld & Griegel, 1999

Acanthoneelidus pratensis, unique représentant du genre Acanthoneelidus, est une espèce de collemboles de la famille des Neelidae.

## Distribution
Cette espèce est endémique de Pologne.

## Publications originales
- Bretfeld & Griegel, 2006 : Acanthoneelidus nom. n. for the genus Acanthothorax Bretfeld & Griegel, 1999 from northwestern Poland (Insecta, Collembola, Neelidae). Senckenbergiana biologica, vol. 86, no 1, p. 46.
- Bretfeld & Griegel, 1999 : Description of a new Neelidae genus and species and of new specimens of Sminthurides annulicornis Axelson 1905 from Poland. Senckenbergiana biologica, vol. 79, no 2, p. 211-223.